# Primers monestirs del segle XVI sobre els vessants del Popocatépetl
Els Primers monestirs del segle xvi a la falda del Popocatépetl són catorze monestirs del segle xvi que van ser construïts pels agustins, els franciscans i els dominics per evangelitzar les zones al sud i est del Popocatépetl un volcà al centre de Mèxic. Està inscrit a la llista del Patrimoni de la Humanitat de la UNESCO des del 1994.